# Elezioni federali in Canada del 1972
Le elezioni federali in Canada del 1972 si tennero il 30 ottobre per il rinnovo della Camera dei comuni.

## Risultati
| Liste                                        | Voti      | %     | Seggi |
| -------------------------------------------- | --------- | ----- | ----- |
| Partito Liberale del Canada                  | 3 717 804 | 38,42 | 109   |
| Partito Conservatore Progressista del Canada | 3 388 980 | 35,02 | 107   |
| Nuovo Partito Democratico                    | 1 725 719 | 17,83 | 31    |
| Partito del Credito Sociale del Canada       | 730 759   | 7,55  | 15    |
| Partito Rinoceronte                          | 1 565     | 0,02  | –     |
| Speaker                                      | 23 938    | 0,25  | 1     |
| Indipendenti                                 | 56 685    | 0,59  | 1     |
| Altri                                        | 32 013    | 0,33  | –     |
| Totale                                       | 9 677 463 | 100   | 264   |